# 北京オリンピックタワー

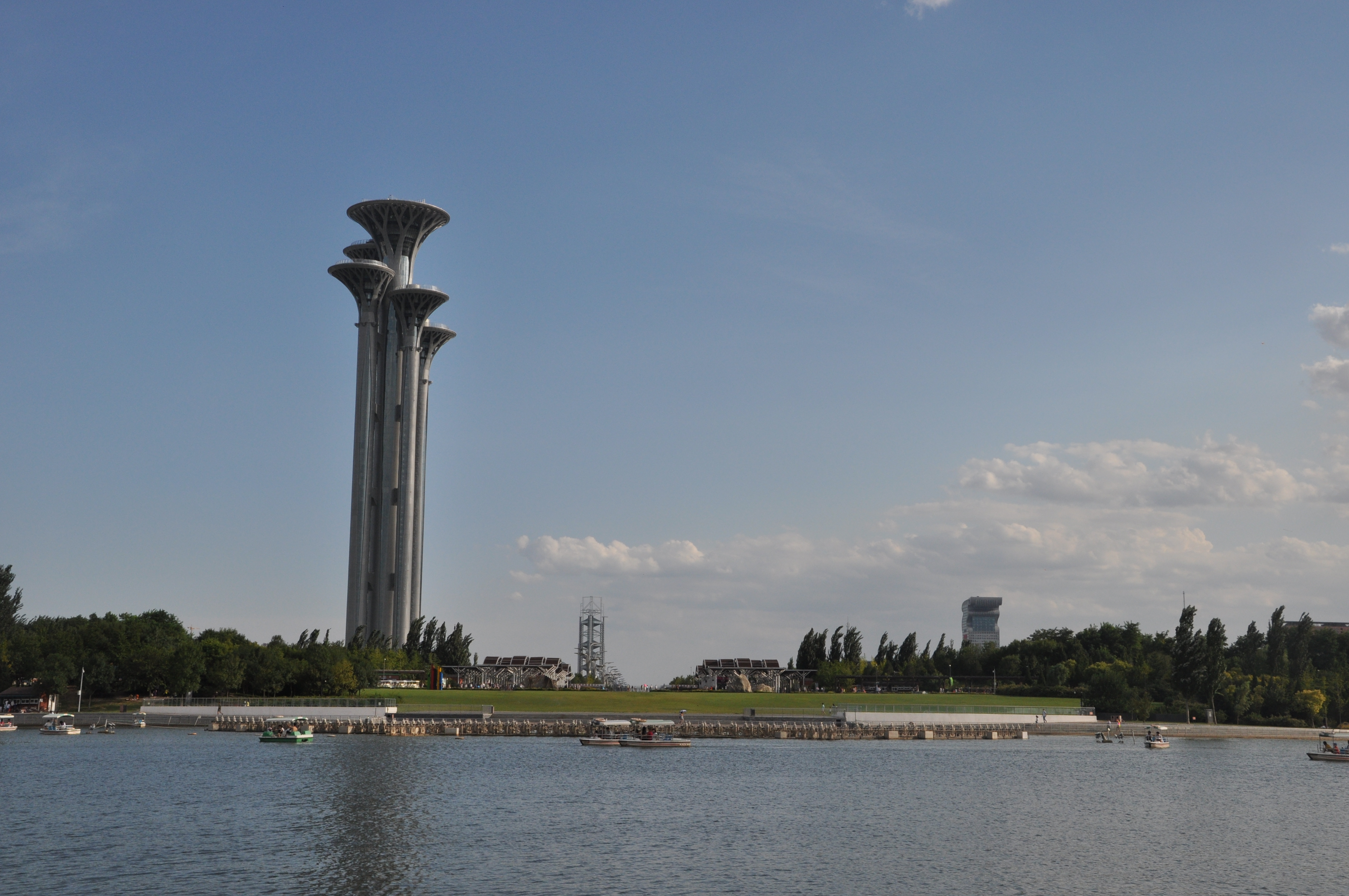
オリンピックタワー

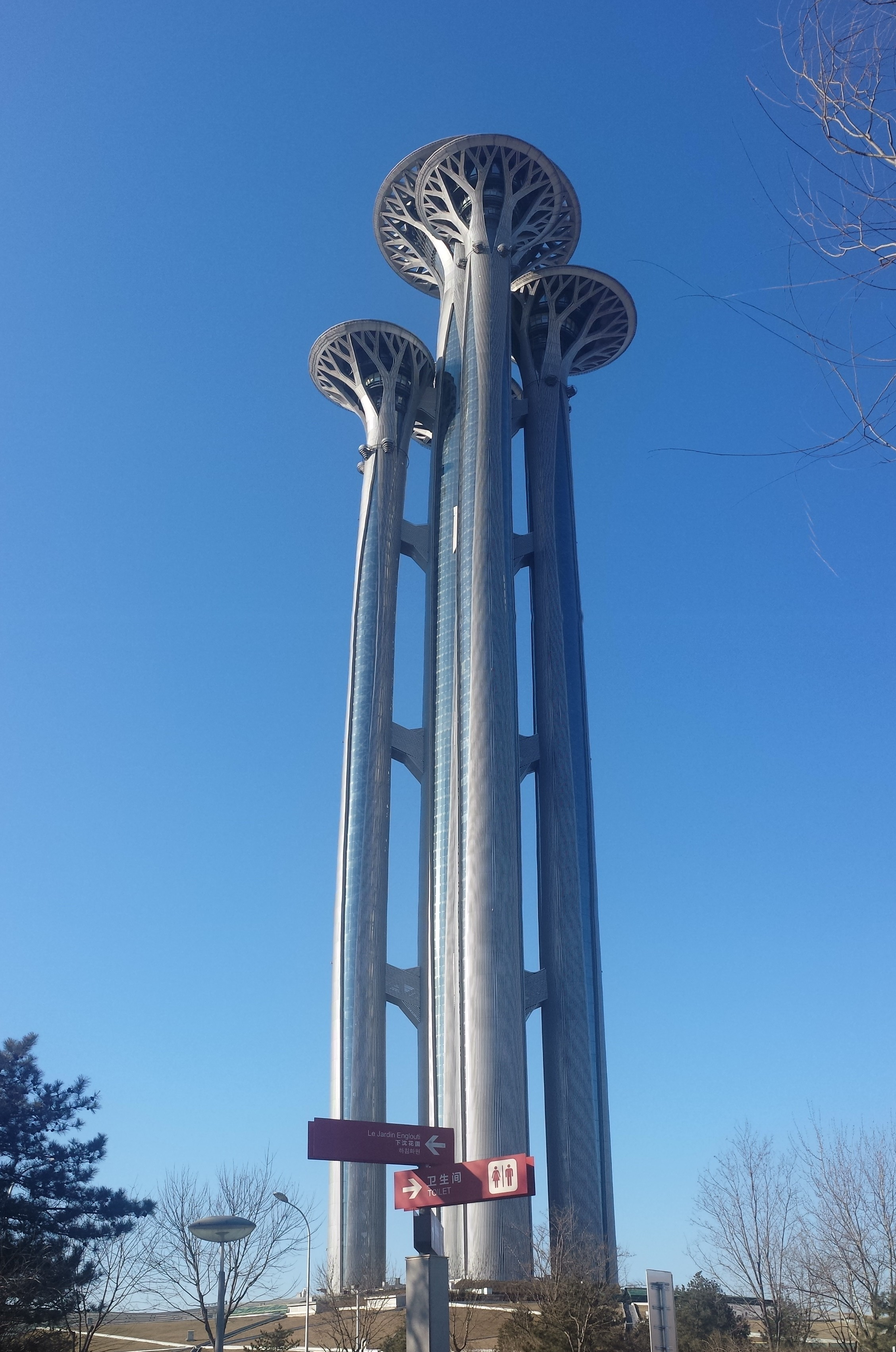
下から見上げた塔

北京オリンピックタワー（ペキンオリンピックタワー、北京奥林匹克塔）は、中華人民共和国北京市朝陽区にある、2008年北京オリンピックを記念した塔および展望台。

## 概要
2008年に開催された北京オリンピックを記念して計画され、北京オリンピック公園内のオリンピック森林公園に建設された。
2014年に完成し、最高部の高さは258mで、最も低い塔は高さ186mとなっている。展望台があり、北京市内と一望できる観光地となった。
超高層ビルを除く塔としては北京市内で中央広播電視塔に次いで高い建築物である。

## 歴史
- 2011年 - 建設が始まる。
- 2014年 - 完成。
- 2015年8月8日 - 2008年のオリンピック開催日から7周年にあたる日にオープン。
- 2021年10月 - 2022年北京オリンピックの聖火リレーの歓迎式典がオリンピックタワーで行われ、北京冬季五輪組織委員会（中国語版、英語版）主席（会長）で中国共産党北京市委員会書記の蔡奇がトーチを受け取った[1]。